# Suzanne de Brunhoff
Suzanne de Brunhoff, née Simone Blum le 16 juin 1929 à Strasbourg et morte le 12 mars 2015 à Paris 12e,, est une chercheuse et enseignante en économie.

## Biographie
Simone Blum est la fille de Léon Blum (1878-1930) — un médecin néphrologue et diabétologue strasbourgeois —, la petite-fille du rabbin Félix Blum (1847-1925), alors grand rabbin de Mulhouse, ainsi que la sœur d'Étienne-Émile Baulieu, médecin et chercheur. Comme son frère, elle prend le nom de Suzanne Baulieu en 1942 pour échapper aux persécutions nazies, puis elle devient Suzanne de Brunhoff par son mariage avec Mathieu de Brunhoff.
Spécialiste des questions monétaires et financières et directrice de recherche au CNRS, elle est l'auteure de nombreux ouvrages et articles. Elle a également été membre du PCF de 1945 à 1968, membre active du Réseau Curiel, solidaire des luttes pour l'indépendance de l'Algérie, membre active du MRAP et du Réseau éducation sans frontières et membre du conseil scientifique d'Attac.

## Ouvrages
- Capitalisme financier public, Influence économique de l’Etat en France (1948-1958), éditions de la Société d'édition d'enseignement supérieur, 1965
- La Monnaie chez Marx, 1967 (réédité en 1973, 1975, 2022), Les Éditions sociales,  (ISBN 9782353671120)
- L'Offre de monnaie, éditions Maspero, 1971
- La Politique monétaire : un essai d’interprétation marxiste (avec Paul Bruini), PUF, 1973
- État et Capital – Recherches sur la politique économique, 1976
- Les Rapports d’argent, 1979
- L’Heure du marché, critique du libéralisme, PUF, 1986
- La mondialisation financière, Genèse, coût et enjeux (sous la coordination de François Chesnais, avec Richard Farnetti, Robert Guttmann, Dominique Plihon, Pierre Salama, Claude Serfati), 1997
- Contribution à La finance mondialisée, « L’instabilité monétaire internationale », 2004
- La Finance capitaliste (avec François Chesnais, Gérard Duménil, Michel Husson, Isaac Joshua, Dominique Lévy), 2006

### Publications sélectives
- « Luttes des classes et lutte contre l’inflation », Le Monde diplomatique, 1974[6]
- « Transformer la logique d'intervention du FMI et l'institution elle-même », Le Monde, 2002[7]